# Leucania decolorata
Leucania decolorata är en fjärilsart som beskrevs av Franz Dannehl 1929. Leucania decolorata ingår i släktet Leucania och familjen nattflyn. Inga underarter finns listade i Catalogue of Life.